# Elaphidion jibacoense
Elaphidion jibacoense là một loài bọ cánh cứng trong họ Cerambycidae.